# Harmothoe africana
Harmothoe africana är en ringmaskart som beskrevs av Augener 1918. Harmothoe africana ingår i släktet Harmothoe och familjen Polynoidae. Inga underarter finns listade i Catalogue of Life.